# Ллангевні
Лланге́вні (англ. Llangefni; валл. ɬanˈɡɛvni) — місто на півночі Уельсу, адміністративний центр області Англсі.
Населення міста становить 5116 осіб (2011).
Головний адміністративний, комерційний і сільськогосподарський центр острова Анґлсі.